# Berkenthin
Berkenthin er en kommune i det nordlige Tyskland, beliggende i Amt Berkenthin under Kreis Herzogtum Lauenburg. Kreis Herzogtum Lauenburg ligger i delstaten Slesvig-Holsten. Berkenthin er et lokalcentrum og administrationsby i amtet af samme navn.

## Geografi
Kommunen Berkenthin er præget af Elbe-Lübeck-Kanal og ligger sydøst for der hansestaden Lübeck. Klein-Berkenthin ligger vest for kanalen og Groß-Berkenthin på den østlige kanalbred. Bydelene er forbundet med en stålbro til biltrafik, og i den sydlige ende af byen fører en fodgængerbro over kanalen til Maria-Magdalenen-Kirche. Den østlige del af kommunen er en del af Naturpark Lauenburgische Seen.
Bundesstraße 208 går gennem kommunen fra Ratzeburg mod Bad Oldesloe. Den nye Østersøautobahn går omkring otte km nord for kommunen og tolv kilometer mod nordøst ligger Flughafen Lübeck.